# Kość krzyżowa

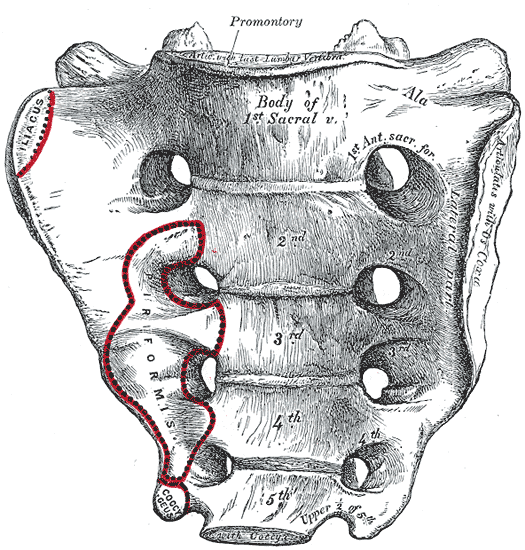
Kość krzyżowa, powierzchnia przednia (miedniczna).

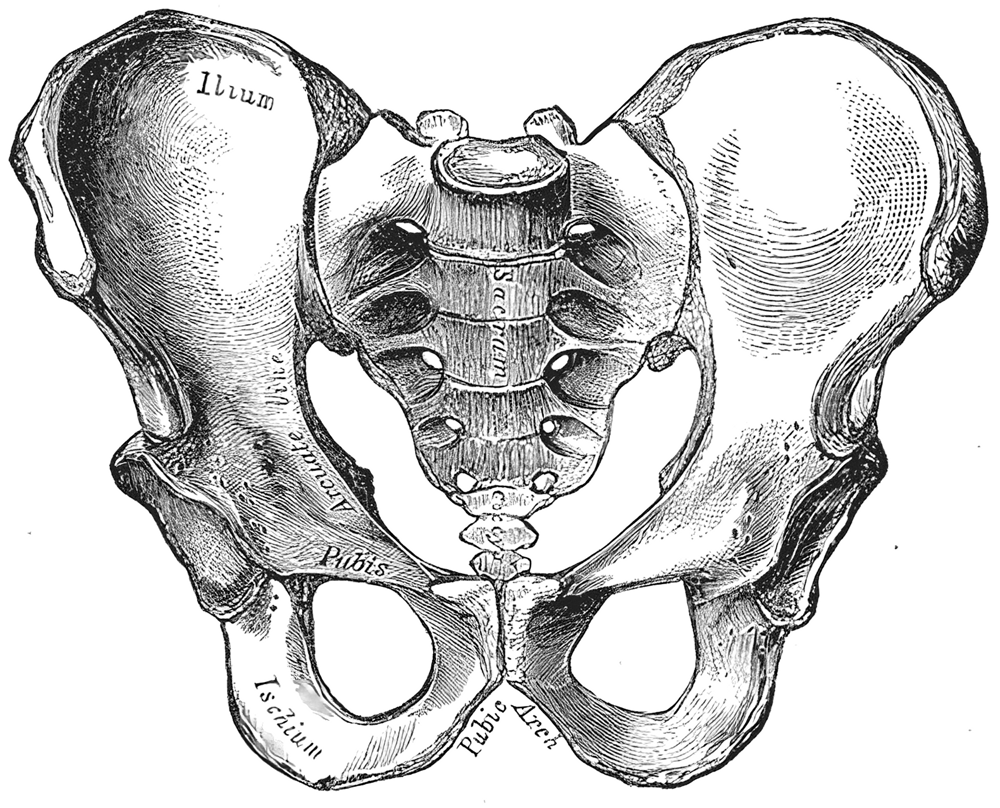
Miednica. W centrum grafiki widoczna powierzchnia przednia kości krzyżowej.

Kość krzyżowa (łac. os sacrum) – w anatomii człowieka kość powstająca ze zrośnięcia pięciu kręgów krzyżowych. Wyróżnia się w niej podstawę (basis), powierzchnię przednią (miedniczną, facies pelvina), powierzchnię tylną (grzbietową, facies dorsalis), części boczne (partes laterales) oraz wierzchołek (apex). U innych gatunków liczba kręgów wchodzących w skład kości krzyżowej jest zmienna: u psa i kota wynosi 3, u owcy, kozy i jelenia szlachetnego (Cervus elaphus) 4, u konia i bydła 5, u świni 5–7. U ptaków nie występuje, kręgi krzyżowe wraz z lędźwiowymi wchodzą w skład synsakrum.
Kość krzyżowa w kształcie klina (trójkąta skierowanego wierzchołkiem ku dołowi) mieści się między dwiema kośćmi miednicznymi, tworząc miednicę.
Podstawa kości krzyżowej w części środkowej to owalna powierzchnia górna trzonu pierwszego kręgu krzyżowego łącząca się za pośrednictwem krążka międzykręgowego z piątym kręgiem lędźwiowym. Ku tyłowi od trzonu leży trójkątny otwór prowadzący do kanału krzyżowego (canalis sacralis). Po bokach trzonu odchodzą ku tyłowi listewki kostne tworzące łuk kręgu. U nasady każdej listewki, tuż przy trzonie znajdują się symetryczne wyrostki stawowe górne (processus articulares superiores) także służące do połączenia pierwszego kręgu krzyżowego z ostatnim lędźwiowym. Płaskie lub nieco wklęsłe powierzchnie stawowe wyrostków skierowane są ku tyłowi i przyśrodkowo.
Na powierzchni przedniej znajdują się kresy poprzeczne (lineae transversae) powstałe w miejscach zrośnięcia trzonów sąsiednich kręgów krzyżowych. Na powierzchni tylnej znajduje się grzebień krzyżowy pośrodkowy (crista sacralis mediana lub crista sacralis media), bocznie od niego obustronnie grzebień krzyżowy pośredni (crista sacralis intermedia lub crista sacralis articularis) oraz, jeszcze bardziej do boku, również obustronnie grzebień krzyżowy boczny (crista sacralis lateralis). U konia grzebień krzyżowy pośrodkowy nie występuje, wyrostki kolczyste tego odcinka są wolne.
Części boczne kości krzyżowej utworzone są ze zrośniętych wyrostków poprzecznych i szczątkowych żeber. Na bocznej powierzchni każdej z części bocznych, w jej części górnej, znajduje się nierówna powierzchnia stawowa zwana powierzchnią uchowatą (facies auricularis). Powierzchnia uchowata służy do połączenia (za pomocą stawu krzyżowo-biodrowego) z tożsamą na kości biodrowej.